# Federacja (organizacja społeczna)
Federacja - mniej lub bardziej sformalizowany w swojej strukturze związek różnych organizacji społecznych, politycznych, zawodowych itp. Federacja łączy wspólnymi celami, lecz nie wymusza tworzenia struktur "nadrzędnych". Federacja często nie posiadają osobowości prawnej, choć część federacji u swojego zarania "niesformalizowana", działa obecnie na zasadach stowarzyszenia (czyli posiada osobowość prawną i najczęściej numer w KRS).

## Federacje w Polsce
- Federacja Anarchistyczna
- Federacja Bibliotek Kościelnych „Fides”
- Ogólnopolska Federacja Młodzieżowych Samorządów Lokalnych
- Federacja Regionalnych Związków Gmin i Powiatów RP
- Federacja Zielonych GAJA